# Eridolius autumnalis
Eridolius autumnalis är en stekelart som först beskrevs av Carl Gustav Alexander Brischke 1878.  Eridolius autumnalis ingår i släktet Eridolius och familjen brokparasitsteklar. Inga underarter finns listade i Catalogue of Life.